# Guido Visconti di Modrone (senatore)
Guido Visconti di Modrone, III duca Visconti di Modrone (Milano, 19 luglio 1838 – Milano, 15 novembre 1902), è stato un nobile, politico, imprenditore filantropo italiano.
In gioventù, nel 1859 fu combattente volontario per l'unità d'Italia nel Reggimento Piemonte Reale., poi di nuovo nel 1866 nelle Guide di Garibaldi. Successivamente si impegnò nel campo industriale, nel settore cotoniero.
Senatore del Regno d'Italia nella XVI legislatura e sindaco di Macherio dal 1878 al 1882, è ricordato in particolare per essere stato il fondatore primo presidente della Società Anonima per l'Esercizio del Teatro alla Scala di Milano che consentì la transizione dell'istituzione dall'epoca dei palchettisti a quella di libera fondazione.

## Biografia

### Giovinezza
Membro della nobile famiglia dei Visconti di Modrone, Guido nacque a Milano il 19 luglio 1838, figlio di Uberto, I duca Visconti di Modrone (1802-1850) e di sua moglie, Giovanna Groppallo. Sin dalla giovane età venne attratto dalla causa per l'indipendenza italiana e con lo scoppio della seconda guerra d'indipendenza, decise di arruolarsi come volontario nelle file dell'esercito sabaudo.

### Matrimonio
Il duca Guido Visconti di Modrone sposò il 7 maggio 1870 a Bologna la nobildonna Ida Renzi da cui ebbe quattro figli maschi.

### Carriera militare

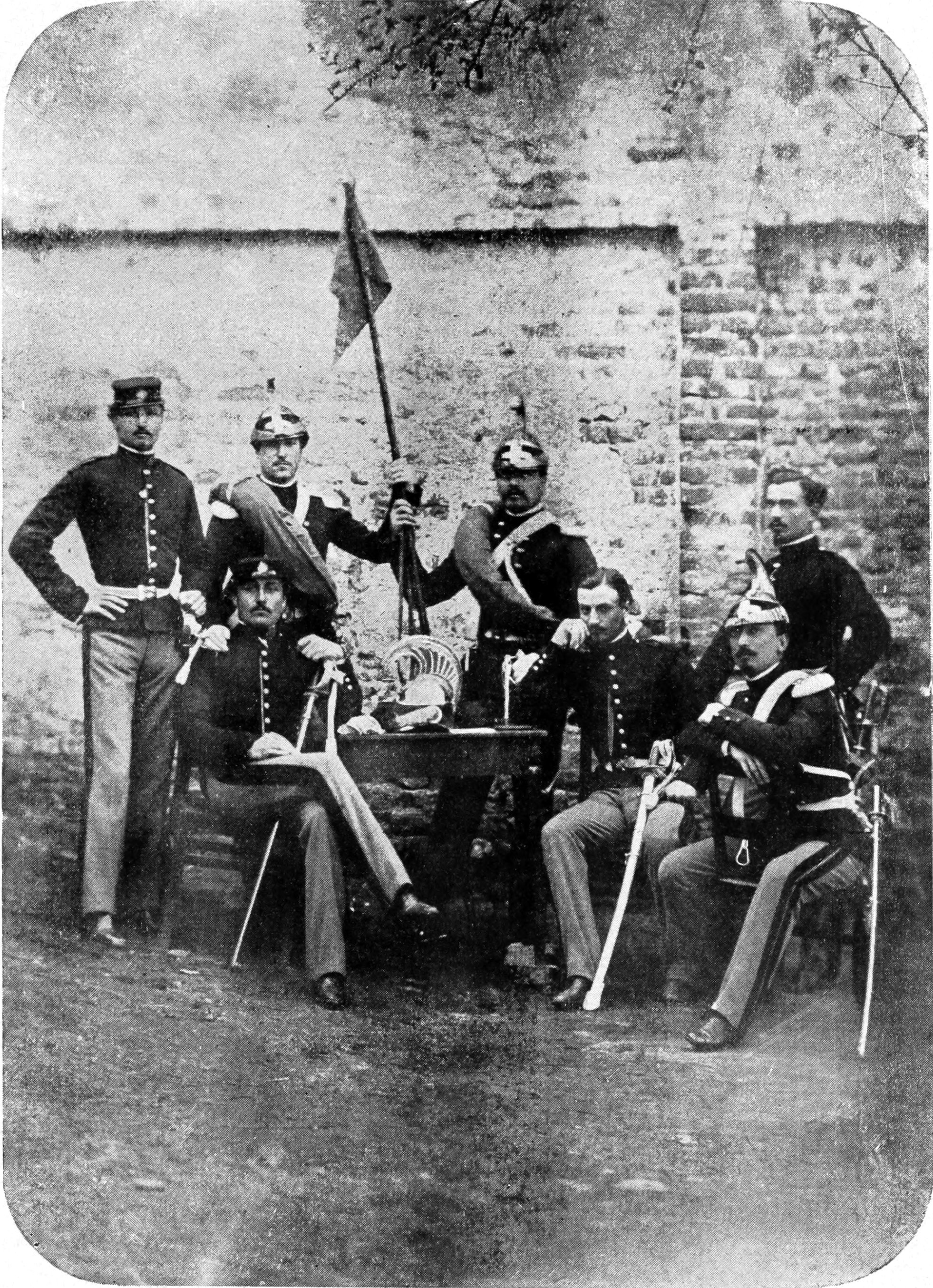
Guido Visconti di Modrone (seduto, al centro) a Vigevano nel 1859 con altri compagni d'arme volontari del Piemonte Reale Cavalleria (fonte: Gruppo di volontari in Piemonte Reale, scatto eseguito nel febbraio 1859, tratto dal libro Patria Esercito Re)

Nel 1859, terminata la Seconda Guerra d'Indipendenza nel Reggimento Piemonte Reale, venne inviato alla scuola militare di Cavalleria di Pinerolo per la promozione a Ufficiale, ma poi decise di abbandonare la prospettiva di una carriera nell'esercito. Nel 1866 ad ogni modo riprese le armi per combattere la terza guerra d'indipendenza italiana arruolandosi nelle Guide di Garibaldi. Il politico e scrittore Leopoldo Pullè, suo compagno d'arme, così lo descrisse nella sua opera Patria, esercito, re:
Una curiosità: la tradizione familiare voleva che il servizio in armi fosse prestato in Cavalleria. Il nipote, omonimo, Guido Visconti di Modrone, II duca di Grazzano Visconti (Milano, 9 dicembre 1901 – El Alamein, 14 ottobre 1942), presterà servizio di complemento in Savoia Cavalleria (reggimento gemello del Piemonte Reale) e successivamente, richiamato alle armi nella Seconda Guerra Mondiale, passerà alla specialità Paracadutisti e si guadagnerà la Medaglia D'Argento al Valor Militare quale Comandante dell'11ª compagnia del IV battaglione Paracadutisti.

### Duca Visconti di Modrone

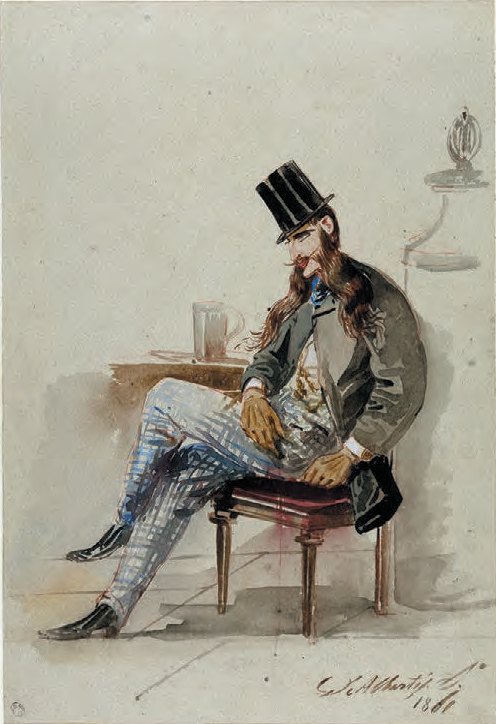
Acquerello del 1861 rappresentante il duca Guido Visconti di Modrone

Dopo la morte del fratello primogenito Raimondo nel 1882, ne ottenne dapprima i titoli di famiglia e poi subentrò nella dirigenza dello stabilimento tessile Visconti di Modrone di Vaprio d'Adda riuscendo ad accrescerne la produzione e la qualità dei tessuti introducendo tecnologie all'avanguardia. Avviò successivamente la tessitura Visconti di Modrone a San Vittore Olona ed il Candeggio Visconti di Modrone a Somma Lombardo.
Fu membro di quarantacinque associazioni nel milanese (tra cui il Circolo Filologico Milanese e l'Accademia dei filodrammatici), patrono di tre asili infantili nonché fondatore, primo presidente e importante benefattore della Società Anonima per l'Esercizio del Teatro alla Scala dal 1898 al 1902, anno della sua morte. Questa società giunse a soccorrere il teatro milanese in un momento in cui affrontava un periodo di difficoltà economica dovuto principalmente alla proprietà dello stabile che era divisa fra il comune di Milano, gli eredi di altri enti pubblici ed i palchettisti. Sotto la sua guida, la società riuscì a imporsi sopra tutti gli altri enti, assicurando al teatro una gestione di tipo imprenditoriale, ponendo quale suo vicepresidente Arrigo Boito ed annoverando nell'istituzione anche personaggi di spicco del mondo artistico e musicale dell'epoca come Arturo Toscanini. Personalmente aiuterà il Teatro con la donazione di 78.466,42 lire per appianare i debiti dell'istituzione che nell'annata 1899 ammontavano a 356.682 lire, contribuendo con la somma di altre 44.410 lire nel 1901, anno in cui i debiti del teatro vennero completamente soluti.

### Ultimi anni e morte
Impegnatosi nella carriera politica, fu sindaco di Macherio e consigliere comunale a Somma Lombardo ed a Besate. Nel 1889 venne nominato senatore del Regno d'Italia.
Avviò la risistemazione di Villa Olmo a Como che acquistò dagli eredi del defunto marchese Giorgio Giuseppe Raimondi.
La sua tomba si trova nel mausoleo Visconti di Modrone a Cassago Brianza.

## Giudizio storico
Il giornalista Filippo Sacchi disse di lui: 
Leopoldo Pullè lo descrisse come un uomo: 

## Discendenza
Il duca Guido Visconti di Modrone e la nobildonna Ida Renzi ebbero quattro figli maschi: 
- Uberto (1871 - 1923), III duca Visconti di Modrone, sposò Marianna Gropallo;
- Giovanni (1873 - 1931), sposò la contessa Edoarda Castelbarco Albani Visconti Simonetta;
- Giuseppe (1879 - 1941), I duca di Grazzano Visconti, sposò Carla Erba, dalla quale ebbe sette figli, uno dei quali fu il regista Luchino Visconti;
- Guido Carlo (1881 - 1967), sposò Matilde Maria Marescalchi.